# Aegidius de Viterbo

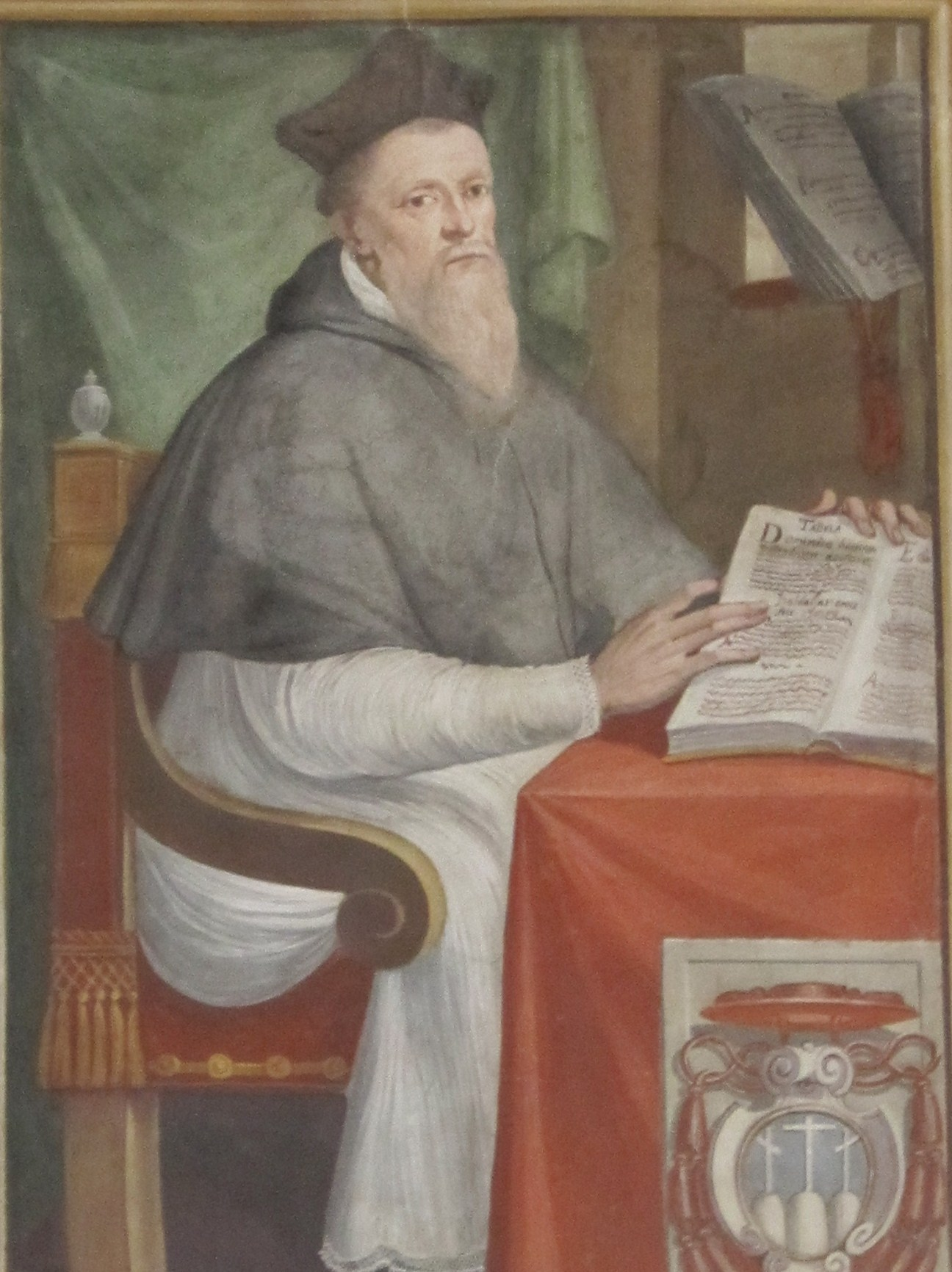
Aegidius de Viterbo, Fresko im Palazzo dei Priori in Viterbo, 17. Jahrhundert

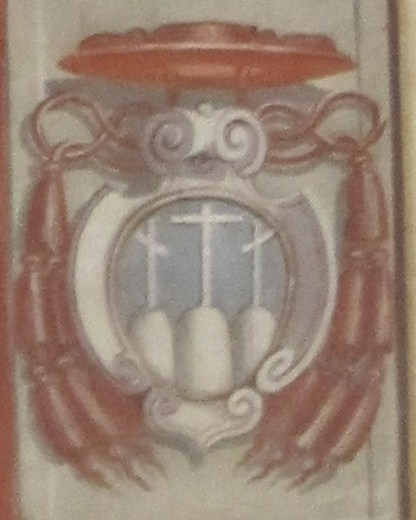
Kardinalswappen

Aegidius de Viterbo, auch Egidio da Viterbo OESA, deutsch Aegidius von Viterbo (* um 1469 in Viterbo, Italien; † 12. November 1532 in Rom), war ein italienischer Geistlicher und Humanist. Er war Generalprior des Augustinerordens, Kardinal und Bischof sowie Lateinischer Patriarch von Konstantinopel.

## Leben
Der aus bescheidenen Verhältnissen stammende Sohn von Lorenzo Antonini und Maria del Testa trat im Juni 1488 in den Augustinerorden ein. Nach seinen Studien bei den Augustinern in Viterbo wurde Aegidius Doktor der Theologie. 1506 wurde er nach dem Tod des Ordenspriors von Papst Julius II. zum Vikar der Augustiner ernannt. Aufgrund päpstlicher Förderung wurde er 1507, 1511 und 1515 zum Generalprior gewählt.
Aegidius nahm 1512 am Fünften Laterankonzil in Rom teil, auf dem er durch seine kühnen und ernsthaften Ausführungen bei der Eröffnung des Konzils in der Kirchengeschichte gerühmt wurde und später die Anliegen der Ordensleute vertrat. Papst Leo X. erhob ihn 1517 zum Kardinal und ernannte ihn kurz darauf zum Kardinalpriester mit der Titelkirche San Bartolomeo all’Isola. 1523 wurde Aegidius Bischof von Viterbo, zudem gab ihm der Papst im Jahr 1524 den Titel des Lateinischen Patriarchen von Konstantinopel, der allerdings bereits seit langer Zeit nur vergeben wurde, um den nach dem 4. Kreuzzug begründeten Anspruch auf das Ökumenische Patriarchat von Konstantinopel aufrechtzuerhalten. Leo X. sandte ihn als Legat zum spanischen König, der bald als Karl V. Kaiser des Heiligen Römischen Reiches werden sollte.
Aegidius trat für eine echte Reform der kirchlichen Zustände ein und sandte Papst Hadrian ein Promemoria. Er war allgemein geschätzt im Kardinalskollegium und manche Zeitgenossen vermuteten, dass er Papst Clemens VII. nachfolgen werde.
Aegidius studierte Arabisch bei Leo Africanus. Er baute eine umfangreiche arabische Bibliothek auf, gab eine Koranübersetzung bei Martín Garcia in Barcelona in Auftrag und erwarb dort auch arabische Manuskripte.
Hebräisch lernte er bei Elijah Levita, der sich nach seinem Fortgang aus Padua mit seiner Familie zehn Jahre lang in seinem Haus aufhielt. In dieser Zeit wirkte Levita als Lehrer der römischen Notabeln für die Sitten und Lehren der Juden. Levitas in Rom im Jahr 1518 veröffentlichtes Werk Baḥur ist Aegidius gewidmet, ebenso sein Werk Concordancia aus dem Jahr 1521.
Von Aegidius’ Schriften, die fast alle Bereiche des damaligen Wissens umfassten, ist wenig erhalten, teils, weil er nur wenige drucken ließ, teils, weil ein großer Teil beim Sacco di Roma 1527 vernichtet wurde. In neuerer Zeit gehen zahlreiche Kunsthistoriker davon aus, dass das theologisch-philosophische Bildprogramm der Raffael-Fresken in der Stanza della Segnatura des Vatikans entscheidend von ihm inspiriert ist.